# 루르인
루르인(Lur, لر)은 이란 서부의 산지에 주로 분포하는 이란계 민족이다. 페르시아어와 쿠르드어의 중간 언어 격인 루르어를 사용한다. 이란 내 인구는 약 5백만 명으로 추산된다.
이들의 이름이 붙은 로레스탄주뿐만 아니라 파르스주, 차하르마할에바흐티아리주, 코길루예부예르아마드주, 후제스탄주, 하마단주, 이스파한주, 테헤란주, 일람주 남부 등지에도 루르인들이 거주한다.
연구에 따르면 루르인은 고대에 중앙아시아에서 남하한 이란족이 토착의 카시트인 및 구티족 등과 혼혈되어 형성되었으며, 중세에 언어만 이란어로 바꾼 엘람인들이 이들의 조상일 가능성도 있다. 쿠르드족과도 밀접히 연관되어 있는데, 약 1천 년 전부터 서서히 구분되기 시작한 것으로 추정된다.
많은 루르인들은 소규모 농업이나 목축을 하며 살고 있다. 시골에서 유목 생활을 하는 인구 사이에서는 여전히 부족 원로가 중요한 영향력을 가지나, 정착 생활을 하는 인구에서는 이러한 문화가 별로 드러나지 않는다. 쿠르드족과 유사하게, 주변의 중동 민족들에 비해 여성의 지위가 높은 편이다. 과거 루르인들은 이란계 종교인 야르사니교를 따랐고 조로아스터교 신자들처럼 불을 숭배하였다고 하나 오늘날 대부분은 시아파 무슬림이다.